# Варингхолц
Варингхолц (њем. Warringholz) општина је у њемачкој савезној држави Шлезвиг-Холштајн. Једно је од 112 општинских средишта округа Штајнбург. Према процјени из 2010. у општини је живјело 300 становника. Посједује регионалну шифру (AGS) 1061108.

## Географски и демографски подаци
Варингхолц се налази у савезној држави Шлезвиг-Холштајн у округу Штајнбург. Општина се налази на надморској висини од 31 метра. Површина општине износи 6,3 km². У самом мјесту је, према процјени из 2010. године, живјело 300 становника. Просјечна густина становништва износи 48 становника/km².